# Celatiscincus similis
Celatiscincus similis là một loài thằn lằn trong họ Scincidae. Loài này được Sadlier, Smith & Bauer mô tả khoa học đầu tiên năm 2006.